# マーク・ハットフィールド
マーク・オダム・ハットフィールド（英語：Mark Odom Hatfield、1922年7月12日 - 2011年8月7日）は、アメリカ合衆国の政治家。第16代オレゴン州州務長官、第29代オレゴン州知事、オレゴン州選出連邦上院議員を歴任した。所属政党は共和党。

## 人物
1922年7月12日にオレゴン州ダラスに誕生する。1943年にウィラメット大学を卒業する。卒業後海軍士官として第二次世界大戦に従軍し、主に太平洋戦線に参加し、硫黄島、沖縄での戦闘にも参戦している。1945年の原爆投下直後に広島を訪問したことがある。
帰還後、スタンフォード大学大学院で政治学を専攻し、1948年に政治学修士号を取得した。その後はウィラメット大学で助教授（政治学）を務める。
1950年に大学で政治学を教える一方でオレゴン州下院議員に立候補して当選する。以後1955年にオレゴン州上院議員に転身するまで州下院議員を務めた。1956年にオレゴン州州務長官に当選し、1957年から1959年まで州務長官に留まる。州務長官就任に伴いウィラメット大学助教授は辞任する。1958年にオレゴン州知事に当選し、1962年に再選されてオレゴン州では20世紀で初めて2期務めた知事となる。
1966年に州知事としての3選を目指さず、上院議員選挙に立候補して当選した。以降5期連続当選を果たす。
ハットフィールドは平和主義者で、共和党穏健派の中でも異色の議員として知られた。敬虔なキリスト教徒であった彼は、上院での反戦活動で知られた。ハットフィールドはジョージ・マクガヴァン、ユージーン・マッカーシーらと共に議会でのベトナム反戦活動の先頭に立った。その後も、湾岸戦争に反対するなど、安全保障問題でその異色ぶりは際立っていた。加えて、核軍縮運動に熱心な議員としても知られ、1982年にはエドワード・ケネディ上院議員との共著で核凍結を訴えた。また、中国のチベット支配に反対し、ダライ・ラマ14世がオレゴン州ポートランドで演説した際の紹介役を務めた。
一方で、妊娠中絶などの社会問題では保守的な姿勢を見せた。上院では予算（歳出）委員長（1981年 - 1987年、1995年 - 1997年）などを歴任、環境保護に熱心なことでも知られた。
1996年の上院議員選挙には立候補せず、政界を引退した。彼は選挙で1度も落選したことの無い政治家であった。
反戦姿勢で知られたハットフィールドだが、テロとの戦いを強く支持し、2004年アメリカ合衆国大統領選挙ではジョージ・W・ブッシュ大統領への熱烈な支持を表明した。
1995年にメアリー・ウッダード・ラスカー公益事業賞を受賞したほか、在任中は日米間の経済交流に尽くし、2003年に日本政府から勲一等瑞宝章を受けた。

## 引退後
政界を引退したハットフィールドは、ポートランド州立大学で教授を務めた。そして彼にちなんでポートランド州立大学、オレゴン州立大学にはハットフィールド研究所が創設されている。
2011年8月7日、病気のため死去した。89歳であった。